# Melissa Francis
Melissa Francis, född 12 december 1972 i Los Angeles, Kalifornien, är en amerikansk skådespelare och nyhetsankare. Hon är känd i rollen som Cassandra Cooper Ingalls i Lilla huset på prärien. Hon har även medverkat i bland annat Mork & Mindy och Joe's World. Från 2012 till 2020 var Francis nyhetsuppläsare på Fox Business Network. År 2017 publicerade hon boken Lessons from the Prairie.